# Gemeiner Wacholder
Der Gemeine Wacholder (Juniperus communis), auch Heide-Wacholder (Volksnamen: Machandelbaum, Wacholderbaum, Kranewittbaum, Reckholder, Weihrauchbaum, Feuerbaum), ist eine Pflanzenart, die zur Gattung Wacholder aus der Familie der Zypressengewächse (Cupressaceae) gehört.

## Beschreibung

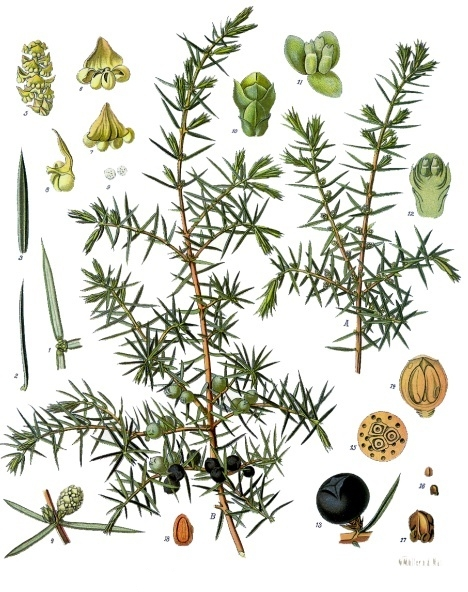
Gemeiner Wacholder (Juniperus communis), Illustration aus Koehler 1887

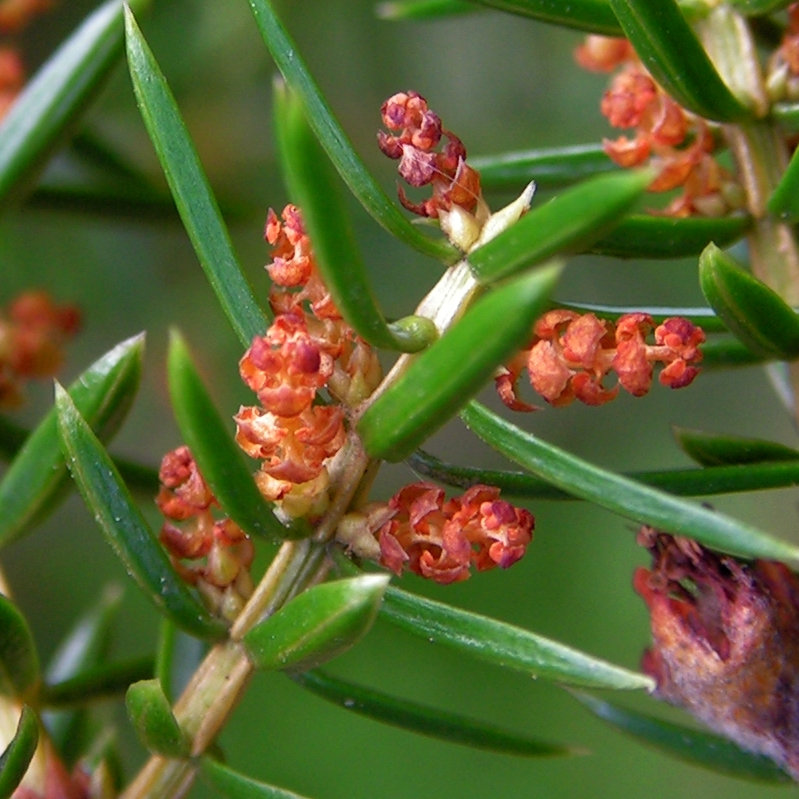
Männliche Blüten des Heide-Wacholders

Der Gemeine Wacholder wächst als aufrechter bis kriechender Strauch oder Baum mit kurzem Stamm, der Höhen bis über 12 Meter, selten bis zu 18,5 Meter und Stammdurchmesser bis über 45 Zentimeter bis selten über 1 Meter erreicht und ein tiefreichendes Wurzelsystem ausbildet. Er kann bis zu 600 Jahre alt werden. Der Stamm besitzt eine grau- bis rotbraune Borke. Der Wacholder bildet in der Regel eine schmale kegelförmig bis ovale Krone. Die nadelförmigen Blätter sitzen am Zweig mit einem Gelenk an. Die zu dritt in Quirlen angeordneten Nadeln sind stechend spitz und 1 bis 2 Zentimeter lang. Ihre Unterseite weisen helle Stomatastreifen und Wachsstreifen auf, jedoch zeigt die Unterseite der Nadeln dabei stets nach oben.
Der Gemeine Wacholder ist zweihäusig getrenntgeschlechtig (diözisch), selten einhäusig (monözisch). Männliche Exemplare kann man zur Blütezeit von April bis Juni gut an den gelblichen Blüten erkennen. Die Zapfen besitzen einen Stiel und werden im Herbst angelegt. Weibliche Blütenzapfen bestehen aus drei Zapfenschuppen. Jede Samenschuppe trägt nur eine Samenanlage. Die Samenanlagen sind nur von oben zugänglich.
Die Samenschuppen verwachsen später mit den Deckschuppen und werden fleischig. Die Entwicklung zum reifen beerenförmigen Zapfen dauert 3 Jahre. Im ersten Jahr nach der Bestäubung ist der Zapfen noch grün, im dritten Jahr wird er schließlich schwarzbraun, bläulich bereift (Wachsschicht). Die holzigen Samen sind 4 bis 5 mm groß mit knochenharter Schale.
Im Gegensatz zu den meisten anderen Nadelgehölzen bildet er nur zwei Keimblätter (Kotyledonen) aus.
Die Chromosomenzahl der Art ist 2n = 22.

## Ökologie
Der Heide-Wacholder besitzt eine Ringelborke. Die Nadeln sind scharf zugespitzt (Fraßschutz, Kondensationspunkt für Regenwasser, Trockenheitsanpassung). Er ist ein Tiefwurzler mit Wurzelpilz.
Er ist windblütig vom „Unbeweglichen Typ“. Der Pollen wird aus den Deckschuppen ausgeweht. Zur Bestäubung dient ein Mikropylartropfen, der den durch den Wind verbreiteten Pollen auffängt. Zwischen Bestäubung und Befruchtung vergehen 2–3 Monate. Die Bildung eines Embryos dauert 1 Jahr. Die Samenreife erfolgt im Winter des 2. Jahres.
Blütezeit ist von April bis Mai.
Es findet Verdauungsverbreitung durch Wacholderdrosseln (auch: Krammetsvögel), Amseln und Birkhühner statt. Die durch eine feste Schale geschützten Samen werden später wieder ausgeschieden.

## Bedeutung als Futterpflanze (Auswahl)
Die Raupen folgender Schmetterlingsarten sind von der Pflanze als Nahrungsquelle abhängig.
- Nadelholz-Rindenspanner (Peribatodes secundaria)
- Kiefernspanner (Bupalus piniaria)

## Vorkommen

Natürliche Verbreitung des Gemeinen Wacholders (Juniperus communis s. l.)
× Isolierte Population

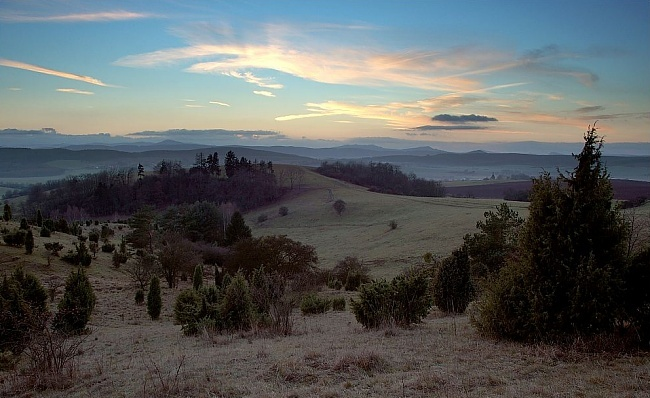
Wacholderheide im Werratal, Thüringen

Der Gemeine Wacholder ist das am weitesten verbreitete Nadelgehölz, zumindest wenn man die Unterarten bzw. Varietäten mit einbezieht. Das Verbreitungsgebiet des Gemeinen Wacholders erstreckt sich in der biogeographischen Region der Holarktis von Nordamerika über Südgrönland, Nordafrika, Europa, Vorderasien, Nordasien und Zentralasien bis nach Ostasien. Selbst in den nördlichsten Randgebieten Südasiens ist er anzutreffen und besiedelt mit seinen sieben Varietäten Lebensräume bis zu 4.050 m Höhe.
Gegenüber anderen Gehölzen ist der Gemeine Wacholder sehr konkurrenzschwach, so dass er auf trockene, sandige, steinige Standorte oder Moorflächen verdrängt wird. Auf Freiflächen, auf sandigen Böden oder trockenen Weiden aber kann der Gemeine Wacholder sehr dominant sein. Die Bestände in Deutschland sind meist sekundär durch Weidenutzung entstanden, da der Wacholder vom Vieh nicht verbissen wird (zum Beispiel Lüneburger Heide oder Schwäbische Alb), folgt man der Argumentation der sogenannten Megaherbivorenhypothese, simulierte dies allerdings natürliche Prozesse.
Man findet den Heide-Wacholder ziemlich häufig auf sonnigen Magerweiden, an Felsen und in lichten Wäldern. Er bevorzugt eher trockene, meist basenreiche, oft kalkhaltige Böden. Er ist eine Lichtpflanze.

## Systematik
Der Gemeine Wacholder (Juniperus communis) wird innerhalb der Gattung Juniperus in der gleichnamigen Sektion Juniperus geführt. Manchmal wird die Sektion als Untergattung bezeichnet. Bezüglich der Festlegung hinsichtlich der Arten-/Unterarten- oder Varietäteneigenschaft sind zum Teil noch wissenschaftliche Diskussionen im Gang. Hier wird im Wesentlichen den Ansichten von Robert P. Adams gefolgt, der einschließlich der Nominatform sieben Varietäten unterscheidet:
- Juniperus communis L. var. communis ist vom westasiatischen Iran über die kaukasischen Regionen bis zum russischen Sibirien verbreitet. Diese Varietät ist auch in fast allen europäischen Staaten anzutreffen.[6]
- Juniperus communis var. charlottensis R.P. Adams kommt vom südöstlichen Alaska bis Vancouver Island vor.[7]
- Kanadischer Wacholder (Juniperus communis var. depressa Pursh) wird manchmal auch als Unterart Juniperus communis subsp. depressa (Pursh) Franco gesehen. Diese Varietät ist in Nordamerika, nämlich in ganz Kanada und in über 30 Bundesstaaten der USA verbreitet. Sie findet man in Höhenlagen von 0 bis 2.800 Meter.
- Juniperus communis var. jackii Rehder ist eine nordamerikanische Varietät.
- Juniperus communis var. kelleyi R.P.Adams: Sie kommt nur in Idaho vor.[7]
- Juniperus communis var. megistocarpa Fernald & H.St.John findet man nur in den kanadischen Provinzen Québec, Nova Scotia und Neufundland in Höhenlagen zwischen 0 und 500 Meter.[7]
- Juniperus communis var. nipponica (Maxim.) E.H.Wilson: Sie kommt von Kamtschatka bis Korea und zu den japanischen Inseln Hokkaidō und Honshū vor.[8][7]

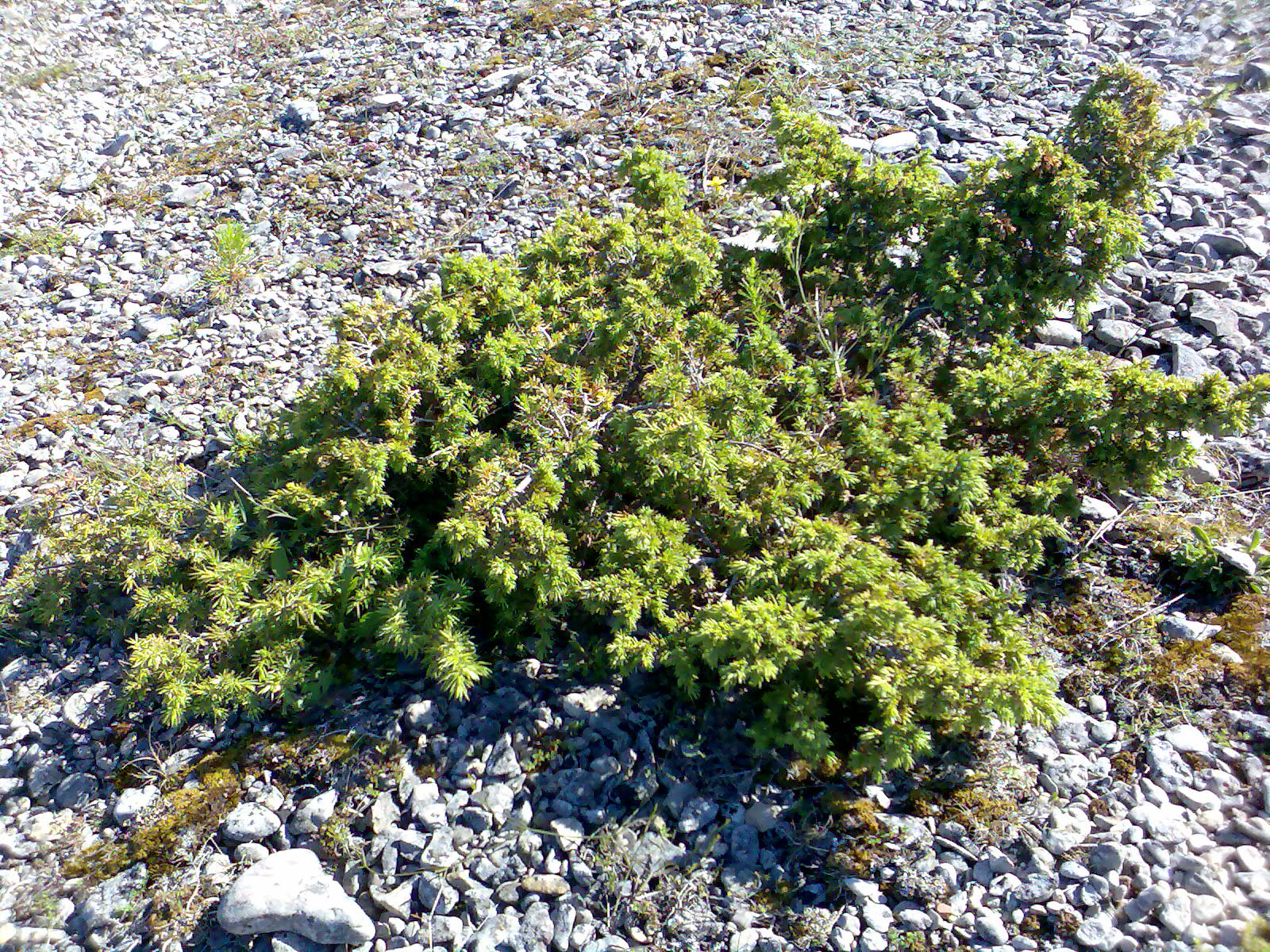
Zwerg-Wacholder (Juniperus communis var. saxatilis)

- Alpen-Wacholder, auch Zwerg-Wacholder genannt (Juniperus communis var. saxatilis Pall.): Er hat ein extrem weites Verbreitungsgebiet[9] von Europa über Westasien, das nördliche Asien in Sibirien und dem russischen Fernen Osten, über die Kaukasus-Region, Zentralasien in den Fernen Osten Asiens mit der Mongolei und China bis hin zu den nördlichsten Gebieten des Indischen Subkontinents. Weiters wird er in westlichen Regionen Nordamerikas sowie in Grönland vorgefunden.

Nach Euro+Med kann man drei Unterarten unterscheiden:
- Juniperus communis L. subsp. communis
- Juniperus communis subsp. hemisphaerica (C. Presl) Nyman (Syn.: Juniperus hemisphaerica C. Presl): Sie kommt in Nordafrika, West-, Süd-, Südosteuropa und in Vorderasien vor.
- Alpen-Wacholder (Juniperus communis subsp. nana Syme, Syn.: Juniperus communis var. saxatilis Pall., Juniperus nana Willd.)

## Sorten
Es sind mehrere Sorten zur Verwendung als Zierpflanzen gezüchtet worden, von denen im Folgenden einige genannt sind:
- 'Compressa': Diese aufrecht wachsende Zwergform wird bis 75 Zentimeter hoch und trägt eine silbrige Benadelung. Sie ist für Steingärten geeignet.
- 'Depressa aurea': Diese Zwergform wird etwa 60 Zentimeter hoch und bis zu 2 Meter breit; ihre Benadelung ist bronzefarben.
- 'Hibernica': Diese Form wird 3 bis 4,5 Meter hoch; sie wächst anfangs säulenförmig, später zunehmend breiter und etwas kegelförmig.
- 'Hornibrookii': Die als niederliegender Strauch wachsende Form wird kaum höher als 25 Zentimeter, aber bis zu 1 Meter breit Sie trägt eine graugrüne Benadelung.

## Gefährdung und Schutzmaßnahmen
Juniperus communis wird von der Weltnaturschutzunion IUCN in der Roten Liste gefährdeter Arten geführt, aber als nicht gefährdet (″Least Concern″) bezeichnet.
In der Roten Liste der Schweiz werden der Gemeine Wacholder Juniperus communis s. str., Juniperus communis subsp. nana als Synonym für den Alpen-Wacholder oder Zwerg-Wacholder Juniperus communis var. saxatilis aufgelistet und als nicht gefährdet (LC) bezeichnet.
Mit der Fauna-Flora-Habitat-Richtlinie Nr. 92/43/EWG in der aktualisierten Fassung vom 1. Januar 2007 der Europäischen Union (FFH-RL) Anhang 1 werden Schutzgebietausweisungen für folgende Lebensraumtypen, denen Wacholderarten angehören, gefordert:
- Mediterrane Küstendünen mit Wacholderarten Juniperus spp. – die Inschutzstellung dieser Lebensräume wird als prioritär durchzuführen gefordert
- Formationen des Gemeinen Wacholders Juniperus communis auf Kalkheiden und -rasen
- Baumförmige Hartlaubgebüsche (Matorrals) mit Wacholderarten Juniperus spp.
- Endemische Wälder mit Wacholderarten Juniperus spp. – die Inschutzstellung dieser Lebensräume wird als prioritäre Angelegenheit angesehen.

Auf dem Nordamerikanischen Kontinent führt die USA über verschiedene Bundesstaaten die Wacholderarten Juniperus communis L. im Allgemeinen und Juniperus communis L. var. depressa als gefährdete und zu schützende Arten an.

## Trivialnamen
Da der Gemeine Wacholder weit verbreitet und sehr charakteristisch ist, hat er in den Dialekten eine Vielfalt von Namen, die sich teils auf seine Verwendung, Eigenschaften oder Standort beziehen. Eine Auswahl dieser Namen:
Queckholter (mittelhochdeutsch), Quickholder, Reckholder (älter auch Reckholter, alemannisch), Kranawitterstrauch, Krammetsbaum, Grammelstaude, Kaddig, Kranewitt, Kronabit, Machandel, Machandelboom, Machandelbaum, Jochandel, Räucherstrauch, Wachandel, Wachtelbeerstrauch, Wecholter (mittelhochdeutsch wëcholtër), Feuerbaum.

## Geschichte
An den Weihnachtstagen wurden Zweige über die Stalltüren geheftet, um Druden und Hexen fernzuhalten. Der auch heilkundlich, wie etwa altdeutsche, nordische beeinflusste Wacholderbeertraktate zeigen, verwendete Gemeine Wacholder war der Baum des Jahres 2002.

## Nutzung

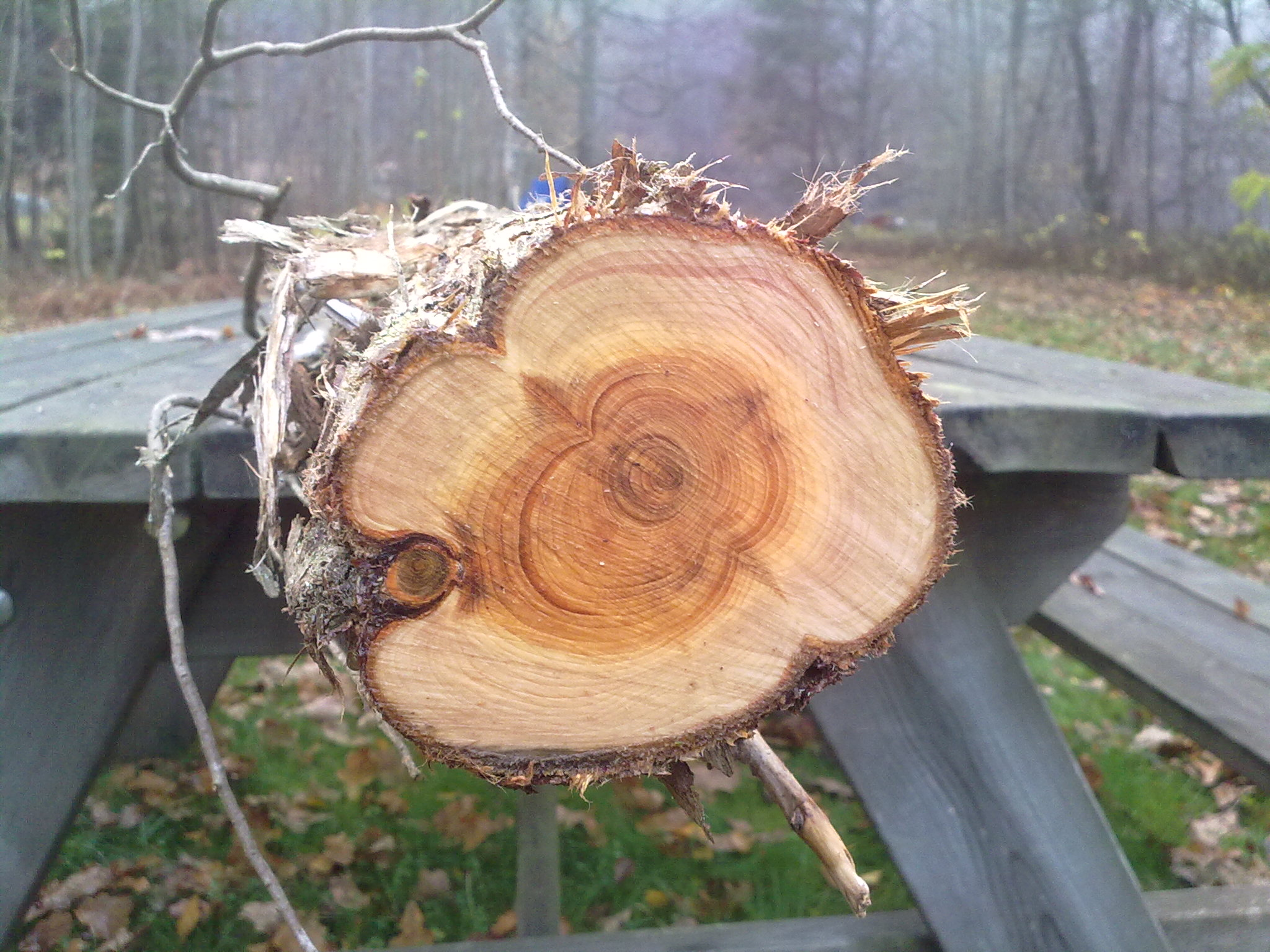
Schnitt durch einen Wacholderstamm

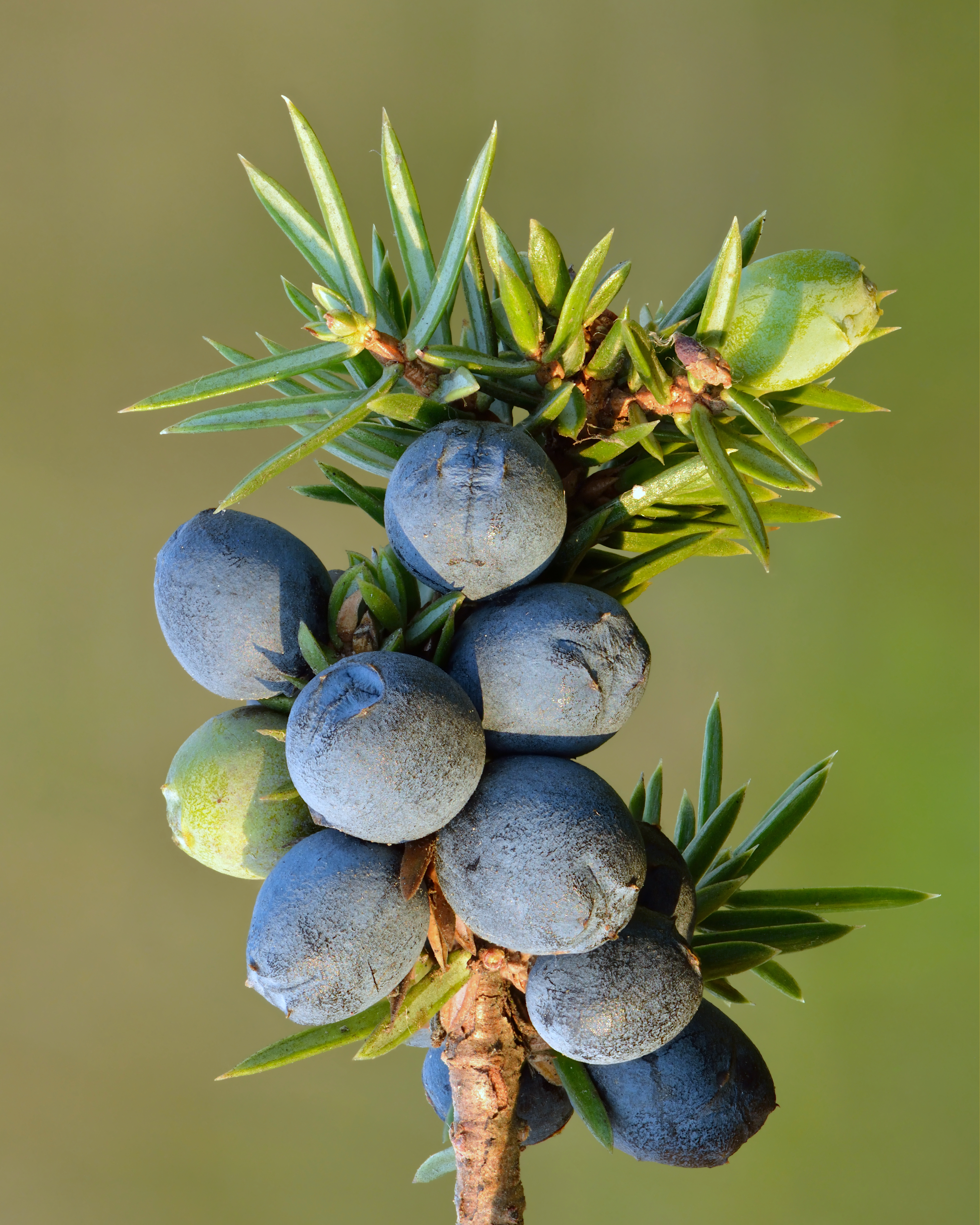
Reife beerenförmige Zapfen am Zweig

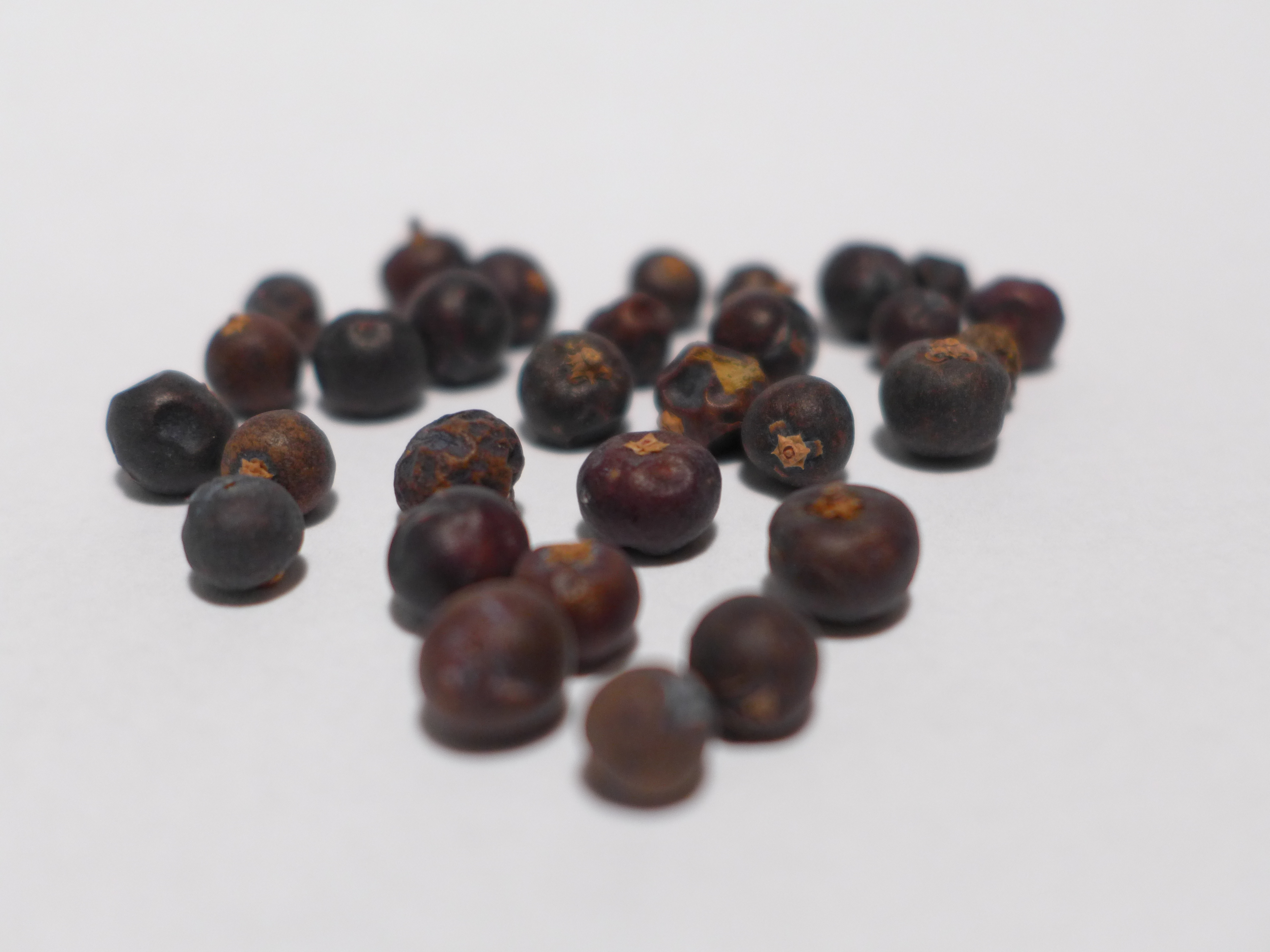
Getrocknete Wacholderbeeren

### Holz
Der Gemeine Wacholder ist ein Kernholzbaum. Der relativ breite Splint weist eine helle gelbliche Farbe auf. Das Kernholz ist rötlichbraun gefärbt. Die mittlere Rohdichte beträgt 0,55 g/cm³. Das Holz ist in hohem Maße witterungsresistent und verströmt einen angenehmen Duft. Da es meist nur in geringen Dimensionen vorliegt, wird es zur Herstellung von Kleinmöbeln, zum Drechseln und Schnitzen verwendet.
Der Gemeine Wacholder wird häufig als Zierstrauch zum Beispiel in Friedhöfen verwendet. Für die Verwendung als Zierstrauch gibt es zahlreiche Gartenformen, die sich in Wuchshöhe, Wuchsform sowie in der Farbe der Nadeln voneinander unterscheiden.

### Zweige
Wacholder-Zweige (und manchmal auch Beeren) werden in Skandinavien traditionell zur Aromatisierung und Haltbarmachung von Bier eingesetzt.

### Früchte
- Gewürz: „Wacholderbeeren (Baccae juniperi, auch Kranewittbeeren) sind ein wichtiges Gewürz in vielen europäischen Küchen, besonders in den Alpenländern, wo er massenhaft vorkommt. Er ist das einzige Beispiel für ein Gewürz aus der Gruppe der Nadelhölzer (coniferae), und auch eines der wenigen Gewürze aus gemäßigtem bis kühlem Klima, wenngleich die besten Qualitäten aus Südeuropa stammen. Wacholder wird viel in der traditionellen Küche Mitteleuropas verwendet, z. B. für die Spezialität Sauerkraut. Dazu wird frisch geerntetes Kraut (Weißkohl) zusammen mit Gewürzen (Wacholder, Kümmel und optional einigen Lorbeerblättern) einer Milchsäuregärung unterzogen und dadurch haltbar gemacht. Das Hauptanwendungsgebiet des Wacholders sind allerdings Fleischgerichte; besonders für Wildbret ist er unentbehrlich. Er verträgt sich gut mit Pfeffer, Majoran und Lorbeerblättern oder auch -früchten. Wacholderbeeren, die eigentlich Zapfen sind, sollten unmittelbar vor der Verwendung zerdrückt werden.“[22] Es werden zwar auch andere Koniferen zum Würzen verwendet (Retsina), aber diese haben keine überregionale Bedeutung.
- Wacholderschnaps: Vergoren oder als Auszug liefern die Früchte Wacholderschnaps (beispielsweise Bergila, Borovička, Genever, Genièvre, Gin, Köhm, Kranewitter, Krambambuli, Péquet, Steinhäger).

## Wacholder in Getränken
Die Beeren sind ein Rohstoff bei der Herstellung einiger alkoholhaltiger Getränke. Franciscus Sylvius mischte im 17. Jahrhundert Wacholderbeeren und Alkohol mit weiteren Kräutern zu einer Medizin, Genever genannt. Daraus entwickelte sich später der Wacholderschnaps Gin. Auch Spirituosen wie Krambambuli, Steinhäger, Borovička und dem genannten Genever gibt die Wacholderbeere die spezielle Geschmacksnote.
Ferner werden Wacholderbeeren auch als Aromastoff für Limonaden, zum Beispiel bei Root Beer oder im schwedischen Enbärsdricka, eingesetzt.
Junge Triebe des Wacholders werden in Skandinavien bei der Bierherstellung eingesetzt.

## Wacholder in der Küche
Im getrockneten Zustand wird die Wacholderbeere (Kronwittbirl), auch Krammatbeere und gebietsweise Gewürzbeere genannt, gerne bei der Zubereitung von Sauerkraut, wie auch bei vielerlei Fleischzubereitungen (Sauerbraten, Wildbraten) verwendet.
Gleichfalls ist sie wichtig bei der Herstellung von geräuchertem Fleisch oder Fisch. Die Beeren werden in zerstoßenem Zustand den Pökelmischungen beigegeben, sowohl in die Salzmischungen als auch in wässrige Pökellake. Der Geschmack der Wacholder-Beere fördert die geschmackliche Entwicklung beim Räuchern von Fleisch oder Fisch. In alten Rezepten findet man Angaben wie diese: 8–12 Wacholderbeeren je Kilogramm Speck oder Schinken.
Auch das Holz des Wacholder-Strauches wird in Form von Spänen zu den üblichen Räuchermehlen gegeben, um eine Aromatisierung über den Rauch zu erreichen. In alten Rezepten findet man häufig, man solle Kranewitt-Zweige (Wacholderzweige) zur Räucherglut beigeben, um den Geschmack zu verbessern.
Eine zu hohe Dosierung von Beeren oder Holz führt allerdings zu einer seifigen Geschmacksnote.

## Wacholder als Heilpflanze
Wacholder (lateinisch bzw. pharmazeutisch Juniperus) fördert die Verdauung, Harnausscheidung und wirkt gegen dyspeptische Beschwerden (Völlegefühl, Magen-Darm-Krämpfe, Blähungen) sowie Sodbrennen. In der äußerlichen Anwendung unterstützt er die Rheuma- und Gicht-Therapie.
Das Wacholderöl (Oleum iuniperi) ist ein aus Wacholderholz (vom Gemeinen Wacholder) bzw. aus den Zweigen des Wacholders durch Destillation gewonnenes ätherisches Öl. Zur Therapie von Verdauungsbeschwerden ist Wacholderbeeröl in Deutschland als Arzneimittel zugelassen.
Wacholder ist als Diuretikum pharmazeutisch nicht als Monotherapeutikum zugelassen. Die diuretische Wirkung kommt durch die Inhaltsstoffe der Scheinfrüchte zustande, welche die Durchblutung der Nieren und damit die Ausscheidung von Primärharn erhöhen. Wacholder sollte nicht bei chronischer Niereninsuffizienz eingesetzt werden, da die Verwendung des Wacholder als Einzeldroge sonst zu einer Überdosierung und daraus resultierenden Nierenschäden führen kann.
Die diuretische Verwendung von Wacholderbeeren findet sich etwa im Lorscher Arzneibuch (Blatt 38v) aus dem Ende des 8. Jahrhunderts. Im Mittelalter fanden Wacholderbeeren unter anderem als Zutat zu Salben bei der Behandlung von Gelenkerkrankungen Verwendung.
Die Verwendung der Wacholderbeeren als Purgiermittel ist bereits für das Mittelalter und ab 1350 auch in deutschsprachigen Texten belegt.
In der Veterinärmedizin wurden Wacholderbeeren in der Vergangenheit als Mittel gegen Durchfall eingesetzt.

## Giftigkeit
Der Gemeine Wacholder gilt als schwach giftig, er ist hautreizend.
Hauptwirkstoffe:
0,2–2 % ätherisches Öl mit 1,7 % alpha-Pinen 4–8 % Terpineol, 9 % Sabinen, Myrcen sowie zahlreich andere Bestandteile des ätherischen Öls in geringer Menge.
Unreife Früchte enthalten bis zu 2,9 % ätherisches Öl anderer Zusammensetzung. Zwischen den Ölen ein- und dreijähriger Früchte scheinen auch signifikante Unterschiede zu bestehen.
Pharmakologische Wirkung:
Bei Überdosierung werden die Nieren gereizt. Beeren und Juniperus-Präparate dürfen in der Schwangerschaft nicht eingenommen werden, da sie antifertile Eigenschaften besitzen.
Neben Nierenschmerzen können auch Harndrang, Diuresesteigerung, Veilchengeruch des Harns, Beschleunigung der Herztätigkeit und der Atmung auftreten, selten auch Krämpfe.
Nach Mitteilung der Beratungsstelle für Vergiftungen in Berlin können bei der Aufnahme von Früchten und Nadeln leichte gastroenteritische Symptome auftreten.
Wirkungen auf die Haut/Schleimhaut:
Bei äußerlicher Einwirkung kann es zu einer Entzündung der Haut mit Blasenbildung kommen. In einem Fall wurde ein allergisches Kontaktekzem und allergisches Asthma durch berufsbedingten Umgang mit Wacholderbeeröl beobachtet.
Die verschiedenen Juniperus-Arten erzeugen große Mengen an Pollen, die aber allergologisch von untergeordneter Bedeutung sind.
Gefahr besteht auch durch Verwechslung oder Verunreinigung von Wacholder-Beeren mit denen des stark giftigen Sadebaums (Juniperus sabina). So wurden zum Beispiel in der Vergangenheit immer wieder mit Sadebaum-Beeren verunreinigte Wacholder-Beeren zum Aromatisieren von Gin verwendet, weshalb Wacholder-Beeren, zumindest in Spanien, regelmäßig staatlich untersucht werden.

## Arzneiliche Verwendung
Heildrogen sind:
- Die getrockneten, reifen Beerenzapfen.
- Das ätherische Öl der Beerenzapfen.
- Das getrocknete Ast- und Wurzelholz.

Wirkstoffe sind:
In den Beerenzapfen: ätherisches Öl mit Terpinen-4-ol als Hauptkomponente, daneben Pinen, Sabinen, Myrcen und weitere Monoterpene, Sesquiterpene wie Caryiophylle; Flavonoide, Catechin-Gerbstoffe, Invertzucker.
Im Holz: ätherisches Öl vorwiegend mi Sesquiterpenen wie Thujopsen, Cardinen und Tropolone, ungewöhnliche Diterpene wie Sufiol, Xanthoperol; Ligane unter anderem Podophyllotoxin, Catechin-Gerbstoffe.
Anwendungen:
Wacholderbeeren und ihr ätherisches Öl wirken harntreibend. Man verwendet sie zur Durchspülungstherapie bei Infekten der ableitenden Harnwege, besonders in der Volksmedizin auch bei rheumatischen Erkrankungen sowie als „Blutreinigungs- und Entfettungsmittel“.
Unterschiedlich beurteilt wird, ob die Wirkung durch eine Reizung und eine damit verbundene Mehrdurchblutung des Nierengewebes hervorgerufen wird, und ob eine längere Anwendung oder zu hohe Dosierung mit einer Schädigung des Nierengewebes verbunden sein könnte.
Man fordert daher, für den pharmazeutischen innerlichen Gebrauch Öle zu bevorzugen, die reich an dem Terpenalkohol Terpinen-4-ol und gleichzeitig arm an Nieren reizenden Pinenen sind, um das Risiko zu minimieren.
Empfohlen wird für die Selbstmedikation derzeit nur der auf wenige Wochen beschränkte Einsatz bei Verdauungsproblemen mit leichten Krämpfen im Magen-Darmbereich, bei Völlegefühl, Aufstoßen und bei Sodbrennen. Das Kauen einiger Beeren soll unangenehmen Mundgeruch beseitigen.
Das ätherische Öl wird auf Grund seiner hautreizenden Eigenschaften auch in Einreibungen und Badezusätzen gegen rheumatische Beschwerden verwendet.
Achtung: Wacholder-Präparate sind bei Nierenerkrankungen und während der Schwangerschaft kontraindiziert!

## Bilder

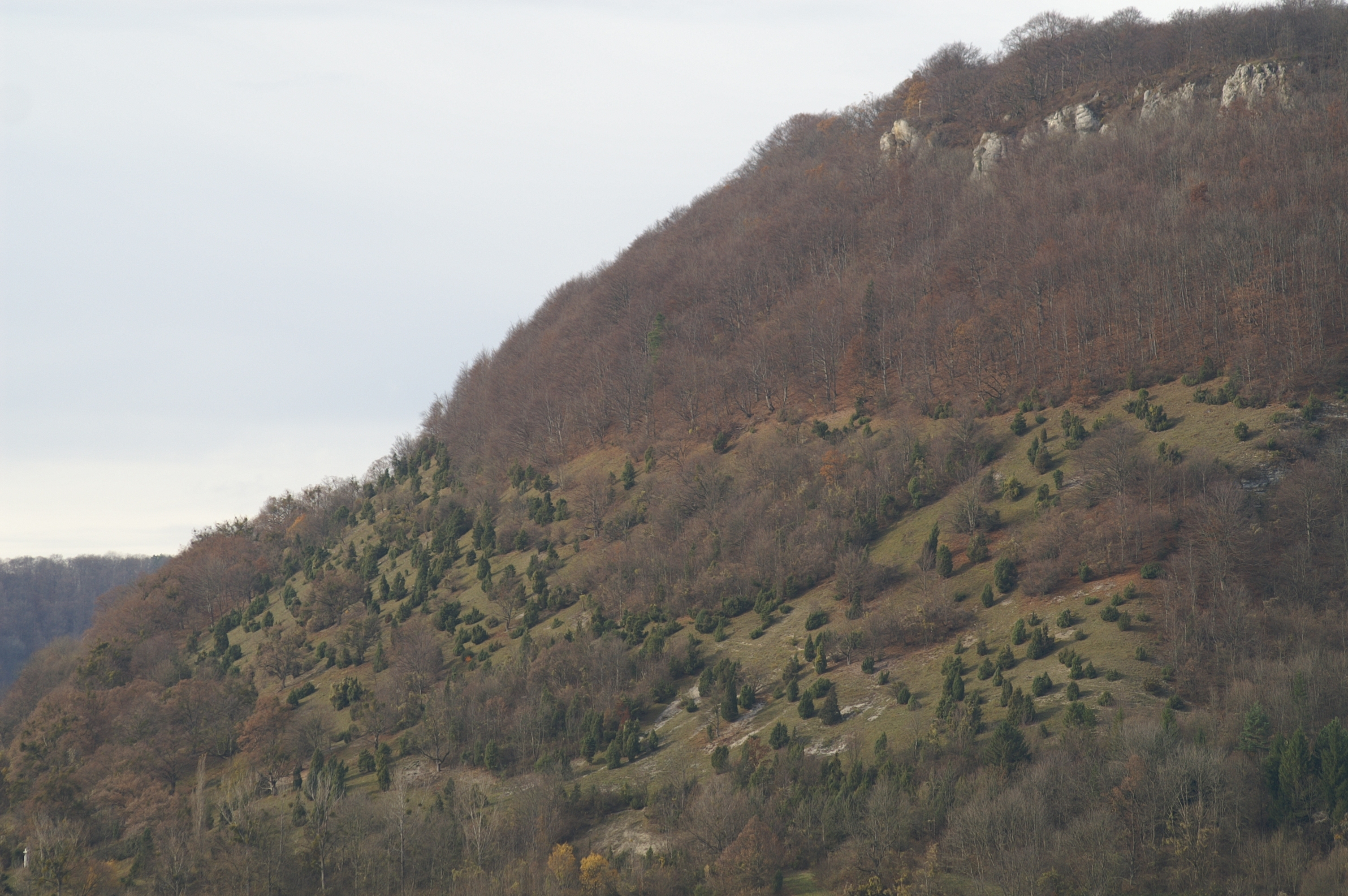
Ein Habitat: Wacholderheide im Oberen Filstal bei Deggingen (Schwäbische Alb)
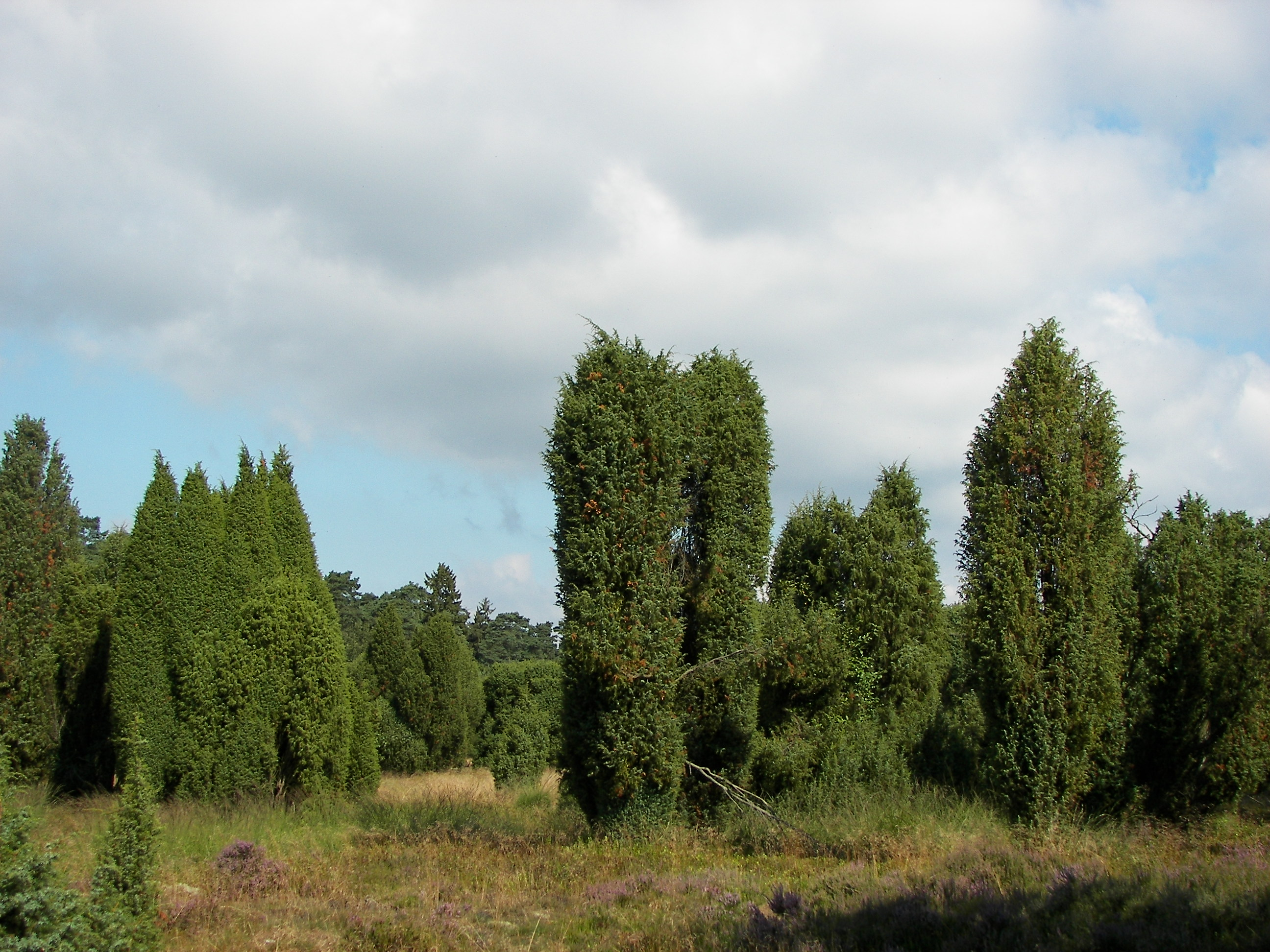
Habitus in der Lüneburger Heide
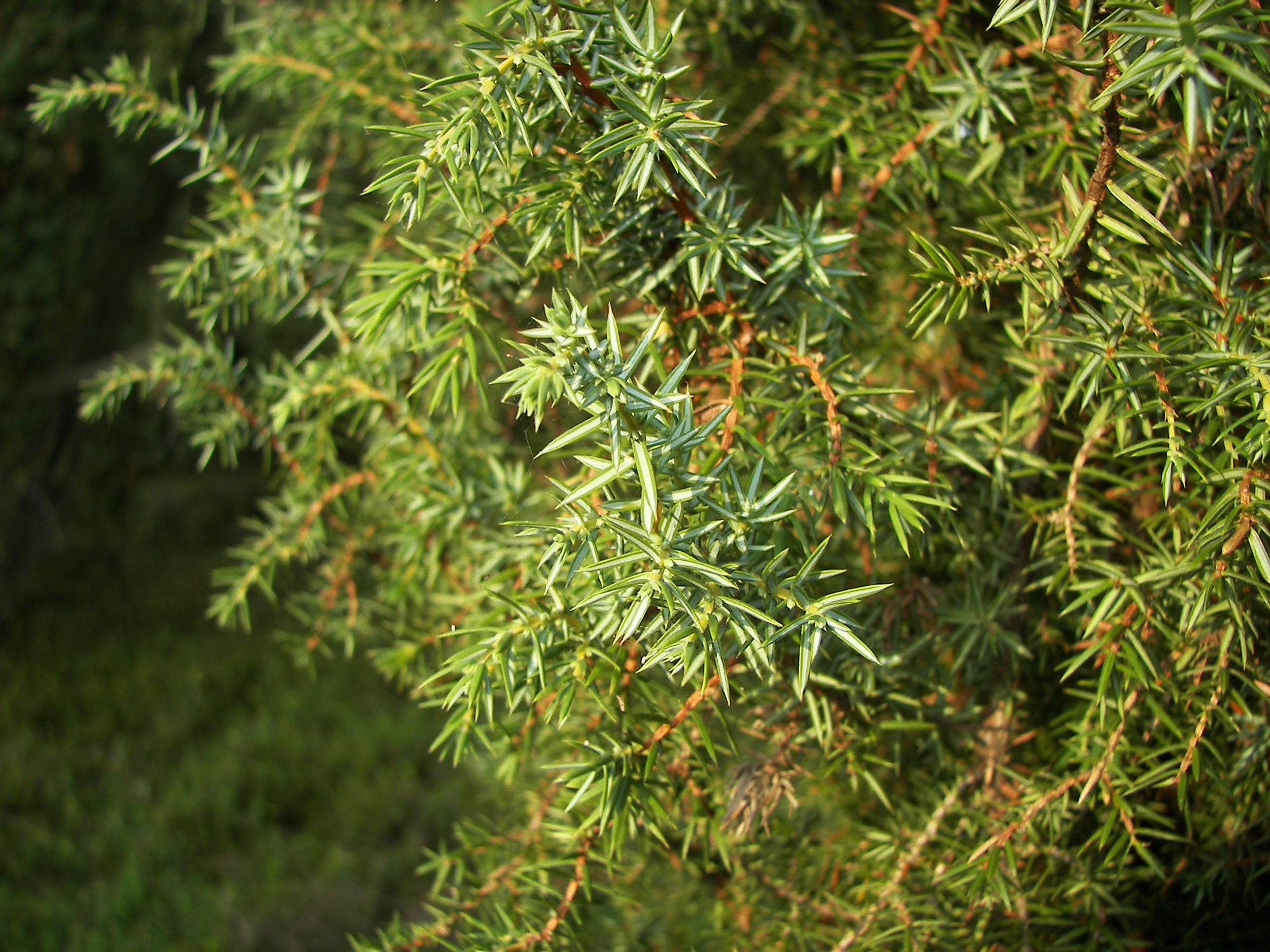
Zweig mit Nadeln
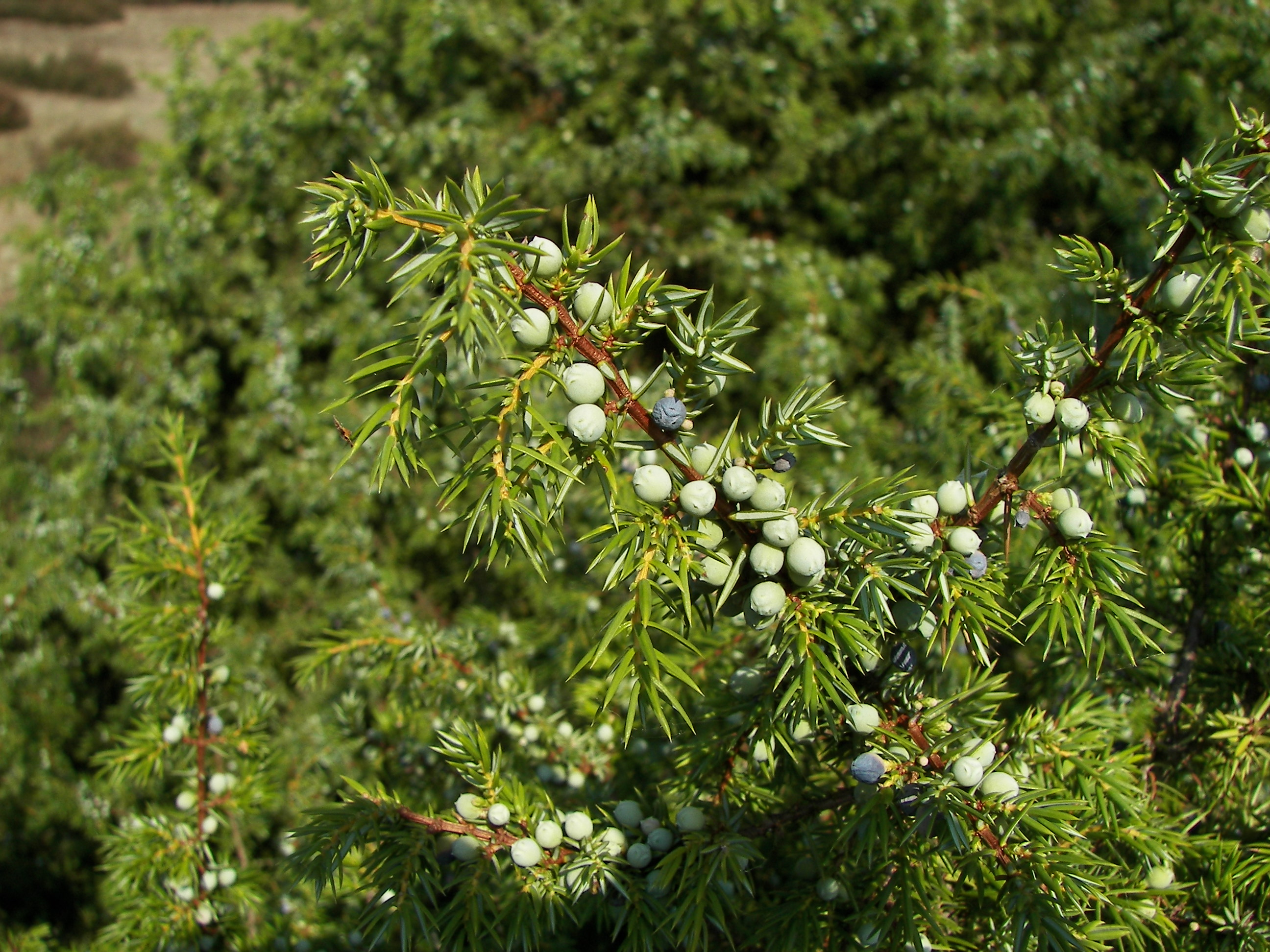
Zweige mit beerenförmigen Zapfen